# Testamento di Georg Friedrich Händel
Georg Friedrich Händel (23 febbraio 1685 – 14 aprile 1759) scrisse il suo testamento in un certo numero di anni e con un numero di codicilli. Händel aveva creato la prima versione del suo testamento quando aveva nove anni da vivere e lo completò (con i codicilli finali) tre giorni prima della sua morte. Il testamento di Händel inizia con il seguente testo:

## Parti del testamento
Nella tabella seguente sono documentate le date della volontà originaria e i quattro codicilli, nonché le dichiarazioni dei testimoni, a conclusione di ogni parte della volontà.
| Data           | Parte             | Dichiarazione volontà |
| -------------- | ----------------- | --- |
| 1º giugno 1750 | Volontà originale | A testimonianza di quanto sopra ho apposto la mia firma questo 1 giorno di giugno 1750. GEORGE FREDERIC HANDEL |
| 6 agosto 1756  | Codicillo         | A testimonianza di ciò ho apposto la mia firma ed il sigillo, questo sesto giorno di agosto, mille settecento e cinquantasei. GEORGE FREDERIC HANDEL. "Nel giorno e anno sopra scritto, questo codicillo è stato letto a detto George Frideric Handel e fu da lui firmato e pubblicato in nostra presenza." Tho. Harris. John Hetherington. |
| 22 marzo 1757  | Codicillo         | A testimonianza di ciò ho apposto la mia firma, il giorno ventidue di marzo, mille settecento e cinquantasette. GEORGE FREDERIC HANDEL. "Nel giorno e anno sopra scritto, questo codicillo è stato letto a detto George Frideric Handel e fu da lui firmato e pubblicato in nostra presenza." Tho. Harris. John Hetherington.               |
| 4 agosto 1757  | Codicillo         | A testimonianza di ciò ho apposto la mia firma, questo giorno quattro di agosto, mille settecento e cinquantasette. GEORGE FREDERIC HANDEL. "Nel giorno e anno sopra scritto, questo codicillo è stato letto a detto George Frideric Handel e fu da lui firmato e pubblicato in nostra presenza." Tho. Harris. John Hetherington.           |
| 11 aprile 1759 | Codicillo         | A testimonianza di ciò ho apposto la mia firma e sigillo, questo giorno undici di aprile, 1759. G. F. HANDEL. "questo codicillo è stato letto a detto George Frideric Handel e fu da lui firmato e pubblicato, alla presenza, nel giorno e anno sopra scritti, delle nostre persone." A. S. Rudd. J. Christopher Smith.                     |

## Testamento di Händel
Il contenuto di ogni parte del testamento di Händel è dettagliato nella tabella seguente. Si noti che dove le citazioni sono tratte dal testamento, sono stati riprodotti la grafia originale, la punteggiatura e le capitalizzazioni. La colonna Elemento dà l'ordine preciso di ciascun legato nella volontà di Handel.
| Data della volontà | Elemento | Beneficiario                                                                                          | Lascito | Note |
| ------------------ | -------- | --- | --- | --- |
| 1º giugno 1750     | 1        | Peter le Blond                                                                                        | "i miei Vestiti e le Lenzuola" | Peter le Blond era servitore di Händel. |
| 1º giugno 1750     | 2        | Peter le Blond                                                                                        | 300 sterline | I Lasciti a Le Blond non furono rimessi in quanto morì prima di Händel. |
| 1º giugno 1750     | 3        | Altri servitori di Händel                                                                             | "un anno di Salari" | |
| 1º giugno 1750     | 4        | Christopher Smith                                                                                     | "Il mio grande clavicembalo, il mio piccolo Organo di Casa, i miei Libri di Musica"                                                | |
| 1º giugno 1750     | 5        | Christopher Smith                                                                                     | 500 sterline | |
| 1º giugno 1750     | 6        | James Hunter                                                                                          | 500 sterline | |
| 1º giugno 1750     | 7        | Christian Gottlieb Händel                                                                             | 100 sterline | Christian (che viveva a Copenaghen) era un nipote del fratello di Händel Karl. |
| 1º giugno 1750     | 8        | Magister Christian August Rotth                                                                       | 100 sterline | Cugino di Händel ad Halle. |
| 1º giugno 1750     | 9        | Vedova di George Taust Jr.                                                                            | 300 sterline | Zia di Händel, era la vedova di George Taust Jr (parroco di Giebichenstein nei pressi di Halle). Il lascito non fu mai rimesso poiché la vedova morì prima della morte di Händel.                                                                                              |
| 1º giugno 1750     | 10       | Vedova dei sei figli di Taust                                                                         | 1.200 sterline | Ad ognuno dei sei figli spettano 200 sterline. (Un bambino morì prima della morte di Händel.) |
| 1º giugno 1750     | 11       | Johanna Fridericia Floerken                                                                           | ""Tutto il resto e il residuo del mio patrimonio in rendite bancarie annuali, 1746, sft. sub. o di qualunque altro tipo o natura"" | Johanna (di Gotha in Sassonia-nata Michaelsen ad Halle) era la nipote di Händel. L'inserimento nel testamento la rendeva anche unica esecutrice del testamento di Händel. |
| 6 agosto 1756      | 12       | Peter le Blond                                                                                        | 200 sterline | In aggiunta al precedente lascito. |
| 6 agosto 1756      | 13       | Christopher Smith                                                                                     | 1.500 sterline | In aggiunta al precedente lascito. |
| 6 agosto 1756      | 14       | Christian Gottlieb Handel                                                                             | 200 sterline | In aggiunta al precedente lascito. |
| 6 agosto 1756      | 15       | Magister Christian August Rotth's widow                                                               | 100 sterline | In aggiunta al precedente lascito. Magister Christian August Roth era morto successivamente al testamento di Händel del 1750. Händel scrisse che se la vedova di Roth fosse morta, avrebbero dovuto dare il denaro ai suoi figli:                                              |
| 6 agosto 1756      | 16       | Vedova dei cinque figli di Taust                                                                      | 1.500 sterline | Poiché la vedova e uno dei suoi figli erano morti dal testamento di Händel del 1750, Händel richiese che le 1.200 sterline originali (ai bambini) più le originali 300 sterline (alla vedova) dovessero essere ripartite tra i restanti cinque bambini (300 sterline a testa). |
| 6 agosto 1756      | 17       | Thomas Morrell                                                                                        | 200 sterline | Dottor Thomas Morrell di Turnham Green. |
| 6 agosto 1756      | 18       | Newburgh Hamilton                                                                                     | 100 sterline | Hamilton (di Old Bond Street) aveva assistito Händel nell'adattare le parole in alcune delle composizioni di Händel. |
| 6 agosto 1756      | 19       | George Amyant                                                                                         | 200 sterline | Col codicillo del 1756, Händel ha fatto George Amyant, Signore di Laurence Pountney Hill, co-esecutore (insieme con la nipote di Händel) del suo testamento. |
| 22 marzo 1757      | 20       | John Duburk                                                                                           | 500 sterline | Duburk era nipote di Peter Leblond. Poiché Le Blond era morto da poco, Händel diede a Duburk le 500 sterline stanziate in precedenza. |
| 22 marzo 1757      | 21       | Thomas Bramwell                                                                                       | 30 sterline | Bramwell era servitore di Händel. Händel aveva stabilito che il denaro doveva essere pagato solo se Bramwell viveva ancora con Händel, al momento della morte di Händel. |
| 4 agosto 1757      | 22       | Christianna Sussanna Handel                                                                           | 300 sterline | Christian Gottlieb Händel era morto da poco, in modo che Händel lasciò in eredità le sue 300 sterline già assegnate a Christianna (che viveva a Goslar). |
| 4 agosto 1757      | 23       | Rahel Sophia Handel                                                                                   | 300 sterline | Rahel era un'altra sorella di Christian Gottlieb Händel, e visse in luoghi vicino a Teschen in Silesia. |
| 4 agosto 1757      | 24       | John Rich, Signore                                                                                    | "il mio grande organo che si trova al Theatre Royal, al Covent Garden"                                                             | |
| 4 agosto 1757      | 25       | Charles Jennens, Signore                                                                              | "due quadri, la testa del vecchio e la testa della vecchia, fatti da Denner"                                                       | Balthasar Denner dipinse diversi ritratti di Händel, ma non si sa nulla dei dipinti di cui al testamento di Händel. |
| 4 agosto 1757      | 26       | — Granville, Signore                                                                                  | "La scena, una vista del Reno, fatta da Rembrandt e un altro, della stessa mano, che mi ha regalato qualche tempo fa."             | Il primo nome è illeggibile, ma si tratta di Bernard Granville di Holles Street e Calwich Abbey, Staffordshire. |
| 4 agosto 1757      | 27       | Foundling Hospital                                                                                    | "una bella copia della partitura, e tutte le parti del mio oratorio chiamato il Messia"                                            | |
| 11 aprile 1759     | 28       | Amministratori o fiduciari della Società per il Sostegno dei Musicisti Decaduti e delle loro famiglie | 1,000 sterline | "da disporre nel modo più benefico per i soggetti di quella opera di carità". |
| 11 aprile 1759     | 29       | George Amyant                                                                                         | 200 sterline | In aggiunta al precedente lascito. |
| 11 aprile 1759     | 30       | Thomas Harris, Signore                                                                                | 300 sterline | Thomas Harris di Lincolns Inn Fields. |
| 11 aprile 1759     | 31       | John Hetherington                                                                                     | 100 sterline | "John Hetherington, dell'Ufficio Primizie, nel Middle Temple". |
| 11 aprile 1759     | 32       | James Smyth                                                                                           | 500 sterline | James Smyth di Bond Street era presente al funerale di Händel e scrisse un lungo resoconto di esso ad un altro degli amici di Händel, Bernard Granville. |
| 11 aprile 1759     | 33       | Mathew Dubourg                                                                                        | 100 sterline | Mathew Dubourg era un musicista. |
| 11 aprile 1759     | 34       | Thomas Bramwell                                                                                       | 70 sterline | In aggiunta al precedente lascito. |
| 11 aprile 1759     | 35       | Benjamin Martyn                                                                                       | 50 ghinee | |
| 11 aprile 1759     | 36       | John Belchar                                                                                          | 50 ghinee | John Belchar di Sun Court Threadneedle Street era un chirurgo. |
| 11 aprile 1759     | 37       | John de Bourk                                                                                         | "tutto il mio abbigliamento" | John de Bourk era un servitore di Händel. |
| 11 aprile 1759     | 38       | John Cowland                                                                                          | 50 sterline | John Cowland di New Bond Street era un farmacista. |
| 11 aprile 1759     | 39       | | 600 sterline (massimo) | Da usare da parte del mio esecutore testamentario per costruire un monumento a Händel nell'Abbazia di Westminster. |
| 11 aprile 1759     | 40       | Mrs Palmer                                                                                            | 100 sterline | La vedova di Mr Palmer di Chelsea. |
| 11 aprile 1759     | 41       | Ancelle di Händel                                                                                     | Un anno di salari. | "al di là di ciò che sarà loro dovuto al momento della mia morte.". |
| 11 aprile 1759     | 42       | Mrs Mayne                                                                                             | 50 ghinee | Mrs Mayne era una vedova e la sorella del defunto Mr. Batt. |
| 11 aprile 1759     | 43       | Mrs Downalan                                                                                          | 50 ghinee | La signora Downalan o Donnellan di Charles Street Berkeley Square, una delle due figlie di Neemia Donnellan, Lord Chief Baron dello Exchequer in Irlanda, e sua moglie Martha.                                                                                                 |
| 11 aprile 1759     | 44       | Mr Reiche                                                                                             | 200 sterline | Mr Reiche era il segretario degli affari di Hanover. |

## Funerale di Händel
Nel codicillo finale alle sue volontà (voce 39 della tabella sopra), Händel esprime il desiderio di essere sepolto nel modo seguente:
(G.F.Handel)
Händel fu sepolto nell'ala sud di Westminster Abbey e il suo funerale ebbe luogo il venerdì 20 aprile 1759. Il servizio funebre fu eseguito dal Dr. Zachary Pearce (vescovo di Rochester), e si svolse alla presenza di oltre 3.000 visitatori. I cori della Cappella Reale, della Cattedrale di San Paolo, e dell'Abbazia di Westminster cantarono l'inno funebre di William Croft.